# Sarvgöl (Blackstads socken, Småland)
Sarvgöl är en sjö i Västerviks kommun i Småland och ingår i Botorpsströmmens huvudavrinningsområde.